# Broncarié
Die Broncarié (französisch: Ruisseau de la Broncarié) ist ein kleiner Fluss im Süden von Frankreich, der im Département Tarn der Region Okzitanien nordöstlich der Stadt Albi verläuft.

## Geografie

### Verlauf
Die Broncarié entspringt unter dem Namen Ruisseau du Moulin de Trouche im Gemeindegebiet von Le Dourn, entwässert generell Richtung Südwest und mündet nach rund 15 Kilometern an der Gemeindegrenze von Saint-Cirgue und Courris als rechter Nebenfluss in den Tarn. 

### Orte am Fluss
(Reihenfolge in Fließrichtung)
- Le Bez, Gemeinde Le Dourn
- Le Dourn
- Saint-Michel-Labadié
- Puech Granal, Gemeinde Assac
- Sermeja, Gemeinde Saint-Michel-Labadié
- La Broncarié, Gemeinde Saint-Cirgue
- La Vergnoulade, Gemeinde Courris
- La Foux, Gemeinde Saint-Cirgue